# Сезар Родрігес Альварес
Се́зар Родрігес А́льварес (ісп. César Rodríguez Álvarez, 29 червня 1920, Леон — 1 березня 1995, Барселона), або просто Сезар — іспанський футболіст на позиції нападника, згодом футбольний тренер.

## Біографія

### Клубна
За свою кар'єру, яка охоплює більш ніж два десятиліття, він грав в основному за «Барселону». З'явившись в 351 офіційному матчі за клуб, він забив 232 голи, що робило його найкращим бомбардиром в історії клубу до 20 березня 2012р., коли його випередив   аргентиський нападник Ліонель Мессі  забивши 232, 233 та 234-й м'ячі в складі Барселони. 
Сезар виграв п'ять чемпіонатів Ла Ліги з командою, а в загальній складності 13 великих трофеїв.

### Збірна
Він представляв збірну Іспанію на Кубку світу в 1950 році.

### Тренерська кар'єра
Після відходу на пенсію, Сезар був менеджером в Сарагосі, «Барселоні» та багатьох інших професійних командах.

## Досягнення

### Гравець
«Барселона»
- Прімера Дивізіон: 1944-45, 1947-48, 1948-49, 1951-52, 1952-53
- Кубок Верховного Генерала: 1951, 1952
- Копа де Оро Аргентина/Кубок Еви Дуарте: 1945, 1948, 1952, 1953
- Латинський кубок: 1949, 1952
- Трофей Пічічі: 1948-49

«Гранада»
- Сегунда Дивізіон: 1940-41

«Ельче»
- Сегунда Дивізіон: 1958-59
- Терсера Дивізіон: 1957-58

### Manager
Сарагоса
- Кубок Верховного Генерала: фіналіст 1962-63

«Еркулес»
- Терсера Дивізіон: 1969-70

## Статистика
| Клуб                 | Сезон   | Ліга | Ліга  | Кубок | Кубок | Єврокубки | Єврокубки | Інше | Інше  | Всього | Всього |
| Клуб                 | Сезон   | Ігор | Голів | Ігор  | Голів | Ігор      | Голів     | Ігор | Голів | Ігор   | Голів  |
| -------------------- | ------- | ---- | ----- | ----- | ----- | --------- | --------- | ---- | ----- | ------ | ------ |
| «Гранада»            | 1941-42 | 24   | 23    | ?     | ?     | -         | -         | -    | -     | ?      | ?      |
| «Гранада»            | Всього  | 24   | 23    | ?     | ?     | -         | -         | -    | -     | ?      | ?      |
| «Барселона»          | 1942-43 | 23   | 13    | 8     | 3     | -         | -         | -    | -     | 31     | 16     |
| «Барселона»          | 1943-44 | 26   | 12    | 4     | 1     | -         | -         | -    | -     | 30     | 13     |
| «Барселона»          | 1944-45 | 24   | 15    | 4     | 6     | -         | -         | -    | -     | 28     | 21     |
| «Барселона»          | 1945-46 | 26   | 11    | 2     | 0     | -         | -         | 1    | 1     | 29     | 12     |
| «Барселона»          | 1946-47 | 25   | 10    | 4     | 3     | -         | -         | -    | -     | 29     | 13     |
| «Барселона»          | 1947-48 | 19   | 19    | 2     | 0     | -         | -         | -    | -     | 21     | 19     |
| «Барселона»          | 1948-49 | 24   | 28    | 4     | 2     | -         | -         | 3    | 2     | 31     | 32     |
| «Барселона»          | 1949-50 | 23   | 19    | 2     | 2     | -         | -         | 0    | 0     | 25     | 21     |
| «Барселона»          | 1950-51 | 27   | 29    | 7     | 4     | -         | -         | -    | -     | 34     | 33     |
| «Барселона»          | 1951-52 | 24   | 23    | 7     | 5     | -         | -         | 3    | 1     | 34     | 29     |
| «Барселона»          | 1952-53 | 27   | 14    | 5     | 4     | -         | -         | -    | -     | 32     | 18     |
| «Барселона»          | 1953-54 | 15   | 2     | 7     | 6     | -         | -         | -    | -     | 22     | 8      |
| «Барселона»          | 1954-55 | 4    | 0     | 1     | 0     | -         | -         | -    | -     | 5      | 0      |
| «Барселона»          | Всього  | 287  | 195   | 57    | 36    | -         | -         | 7    | 4     | 351    | 235    |
| «Культураль Леонеса» | 1955-56 | 15   | 3     | ?     | ?     | -         | -         | -    | -     | ?      | ?      |
| «Культураль Леонеса» | Всього  | 15   | 3     | ?     | ?     | -         | -         | -    | -     | ?      | ?      |
| «Ельче»              | 1959-60 | 27   | 5     | ?     | ?     | -         | -         | -    | -     | ?      | ?      |
| «Ельче»              | Всього  | 27   | 5     | ?     | ?     | -         | -         | -    | -     | ?      | ?      |
| Загалом              | Загалом | 353  | 226   | ?     | ?     | -         | -         | 7    | 4     | ?      | ?      |